# Sokolce
Sokolce est un village de Slovaquie situé dans la région de Nitra.

## Histoire
Première mention écrite du village en 1332.

## Démographie

### Évolution de la population
| Année:               | 1994. | 2004.   | 2014.   | 2024.   |
| -------------------- | ----- | ------- | ------- | ------- |
| Nombre de personnes: | 1261  | 1279    | 1215    | 1194    |
| Différence:          |       | +1,42 % | -5,00 % | -1,72 % |

| Année:               | 2023. | 2024.   |
| -------------------- | ----- | ------- |
| Nombre de personnes: | 1197  | 1194    |
| Différence:          |       | -0,25 % |

## Personnalités
- Stan Mikita, joueur de la temple de la renommée du hockey